# Fischerei Lasner

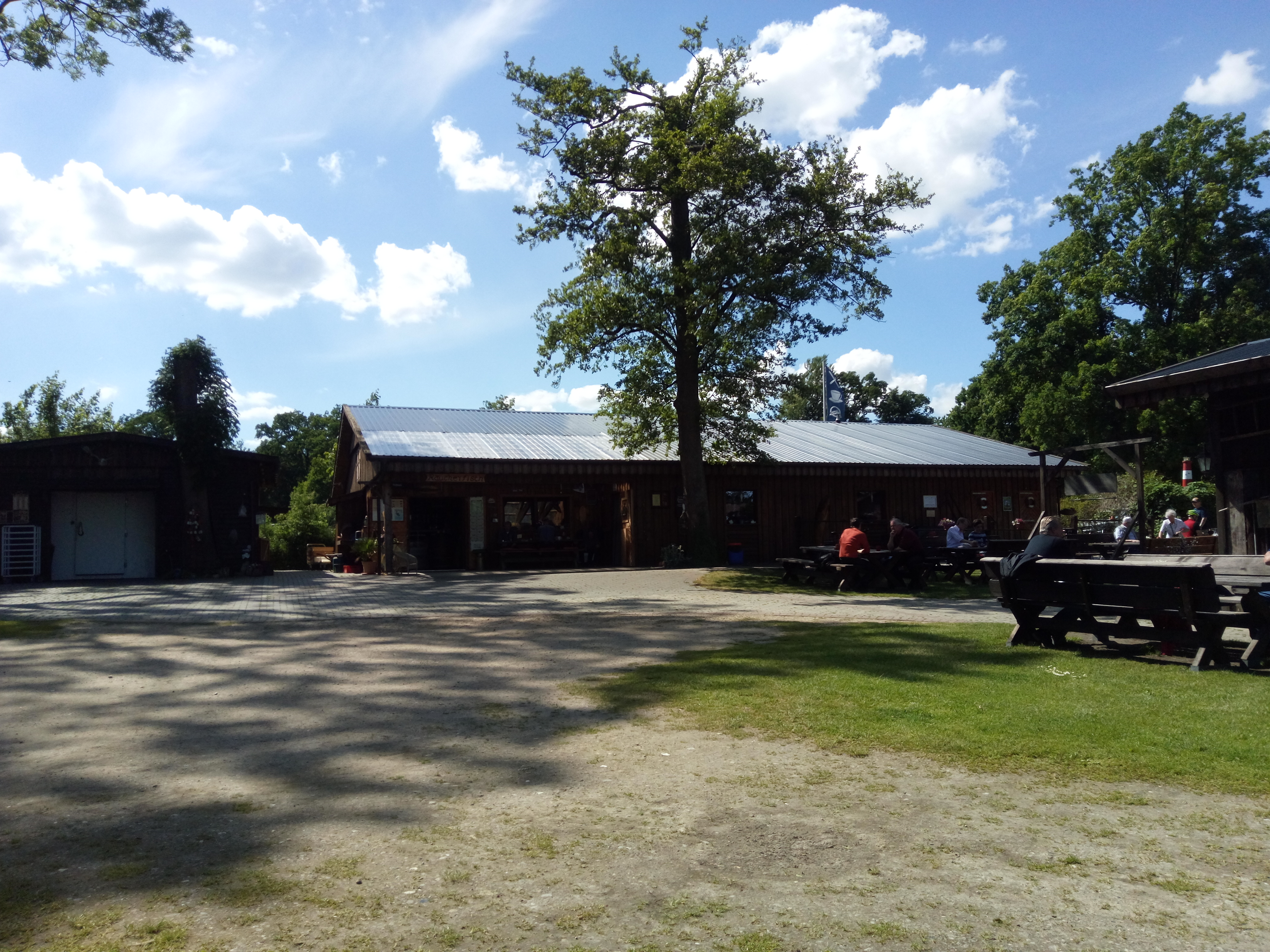
Der Hof der Fischerei

Die Fischerei Lasner ist eine familienbetriebene Fischerei am Großen Plöner See in der schleswig-holsteinischen Gemeinde Ascheberg. Der Betrieb ist eine der ältesten Fischereien Schleswig-Holsteins. Die Tradition der Fischerei Lasner lässt sich bis zum Jahr 1810 zurückverfolgen.

## Geschichte
Es lässt sich nachweisen, dass die Tradition der Fischerfamilie Lasner bis in das Jahr 1810 zurückreicht. Zuerst war die Familie unter dem Namen Laskowski in Preußen als Fischer ansässig, ehe 1954 Helmut Laskowski an den Großen Plöner See übersiedelte, um die bestehende Fischerei in Ascheberg fortzuführen. Sieghardt Lasner, Neffe von Helmut Lasner, befischte anfangs den Kleinen sowie den Großen Benzer See in Ostholstein. 1978 übernahm er dann schließlich die Fischerei seines Onkels. Rüdiger Lasner, Sohn von Sieghardt Lasner, erlernte ebenfalls die Fischerei. Er übernahm den Betrieb im Jahre 2001. Zuvor arbeitete er bereits mehrere Jahre in der Fischerei und gründete 1985 die eigene Räucherei. 1987 absolvierte Rüdiger Lasner die Fischwirtschaftsmeister. 2010 wurde die Fischerei als eines der „besten Fischgeschäfte Deutschlands“ vom Feinschmecker ausgezeichnet. Über den Winter 2011 zu 2012 modernisierte man das Gelände aus Platzmangel. Der Charakter der ehemaligen Fischerei sollte nach außen bewahrt werden.

## Galerie

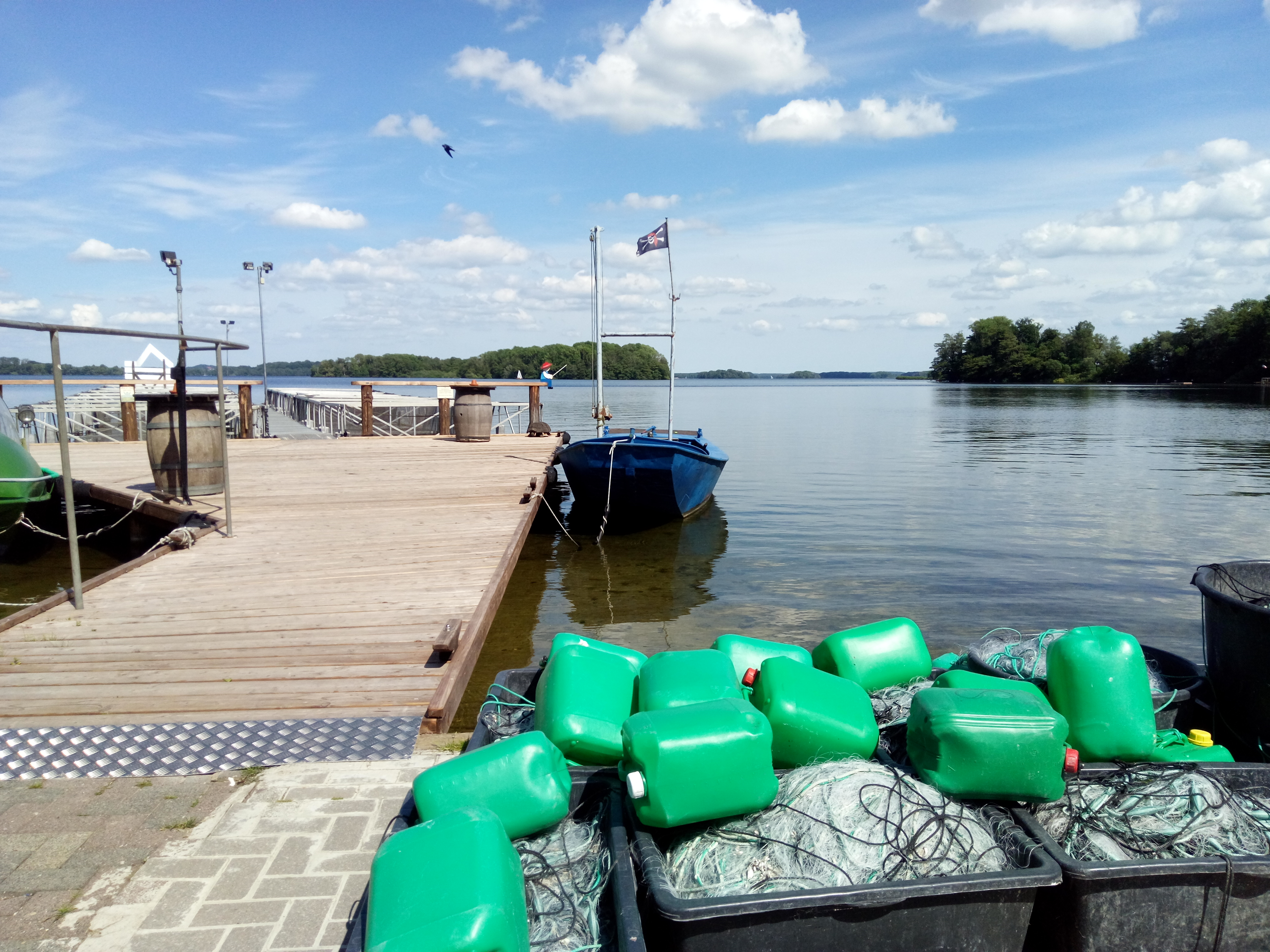
Steg zum Großen Plöner See
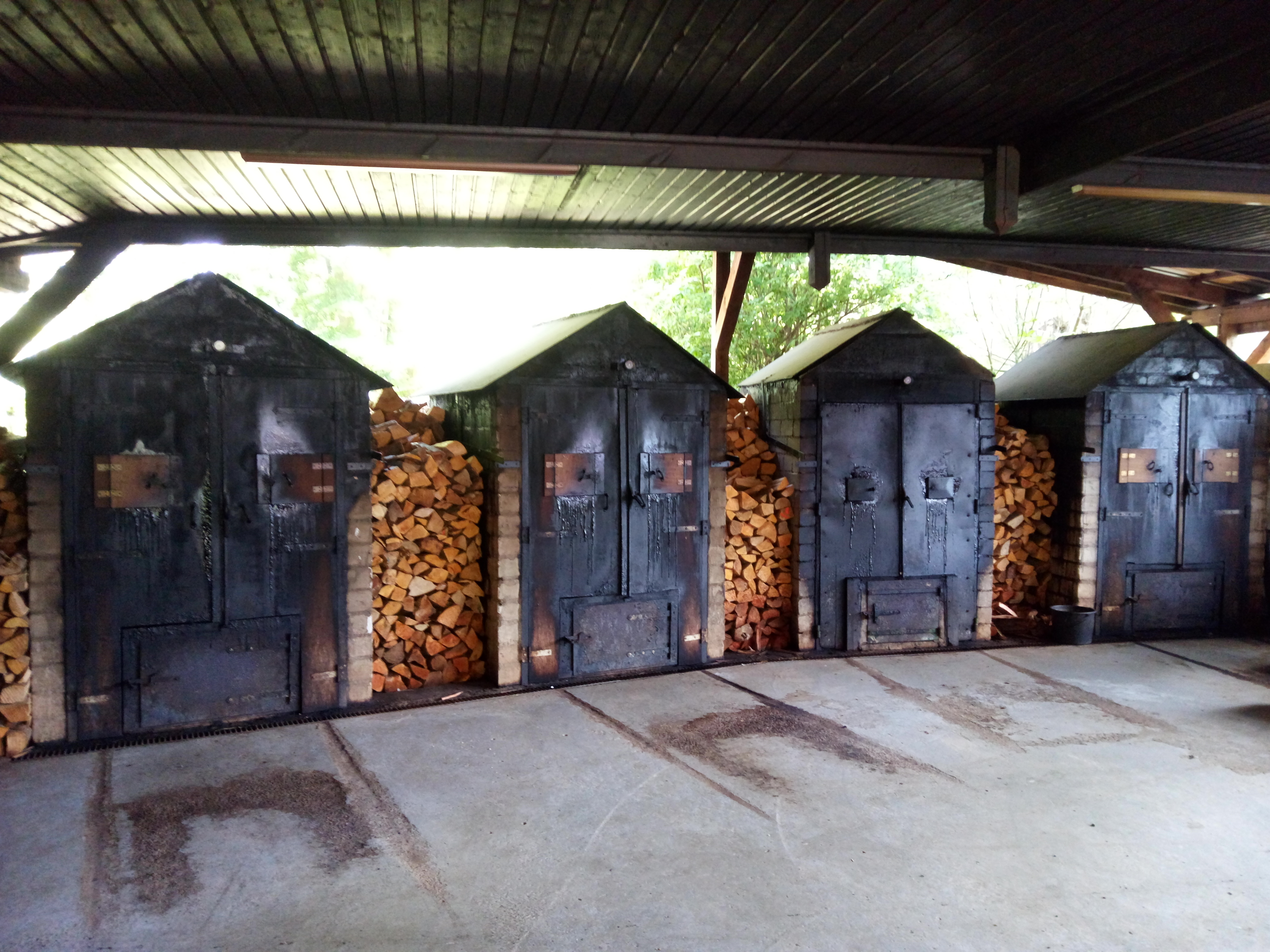
Räucheröfen
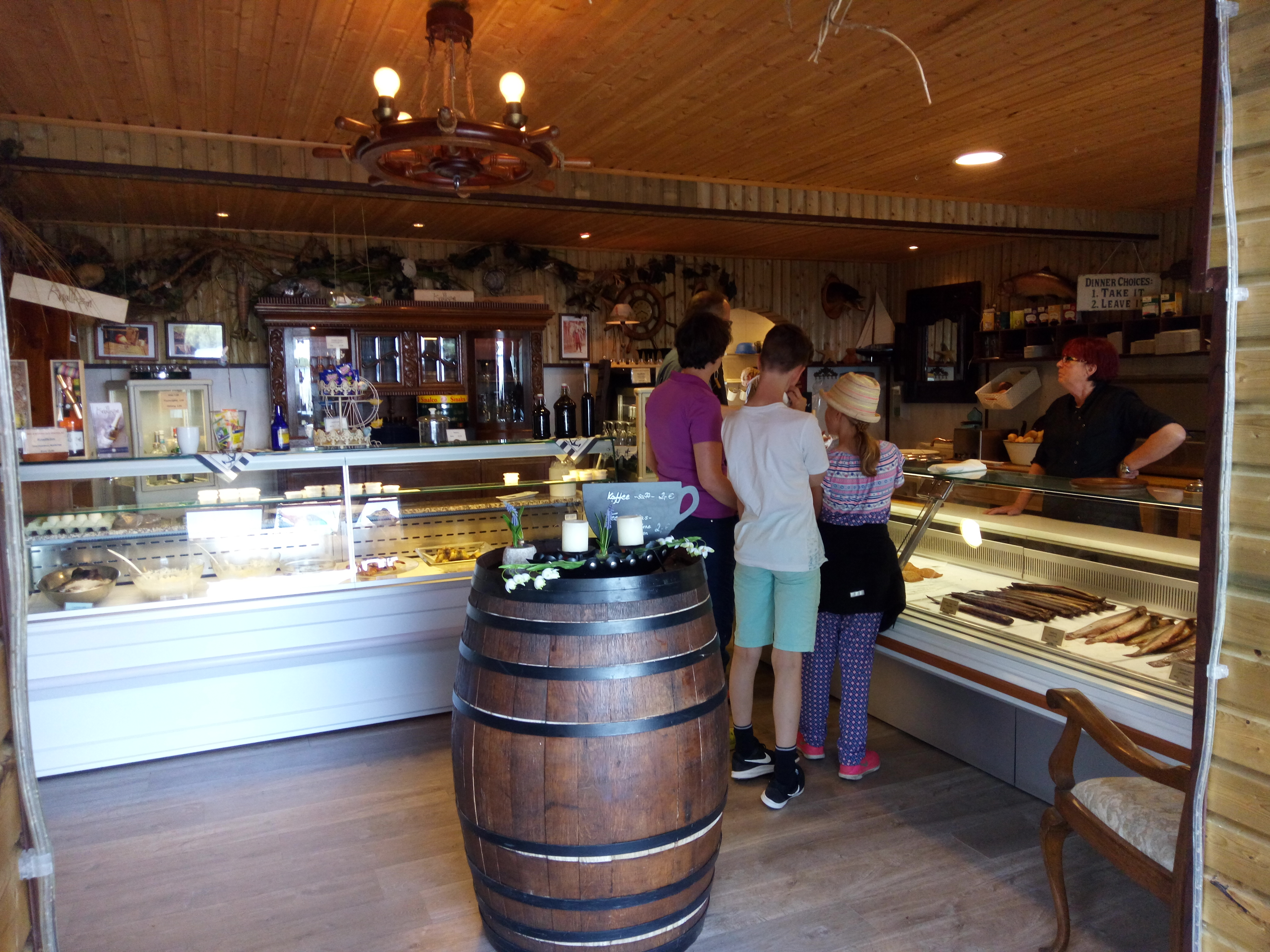
Hofladen
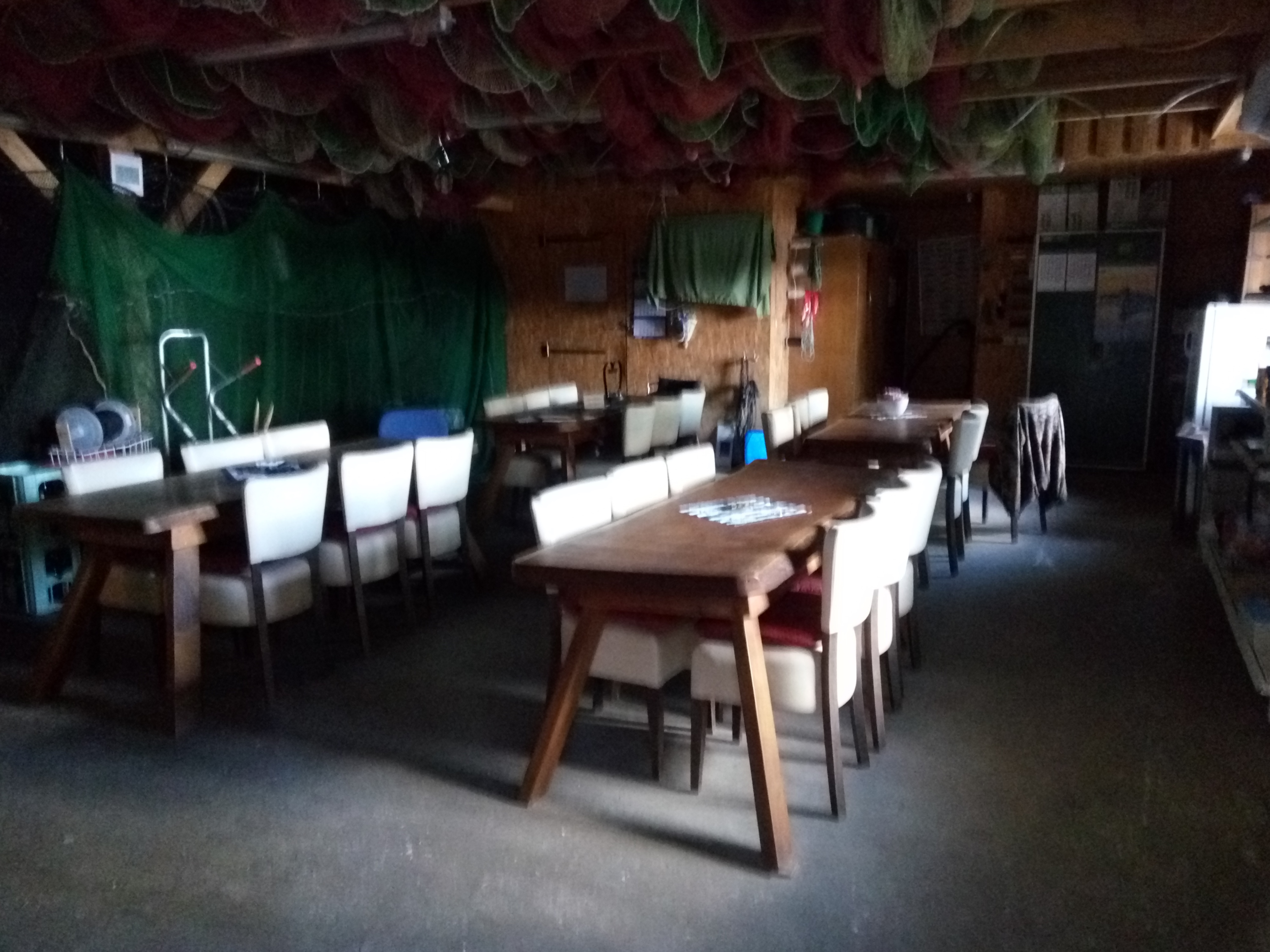
Raucherecke
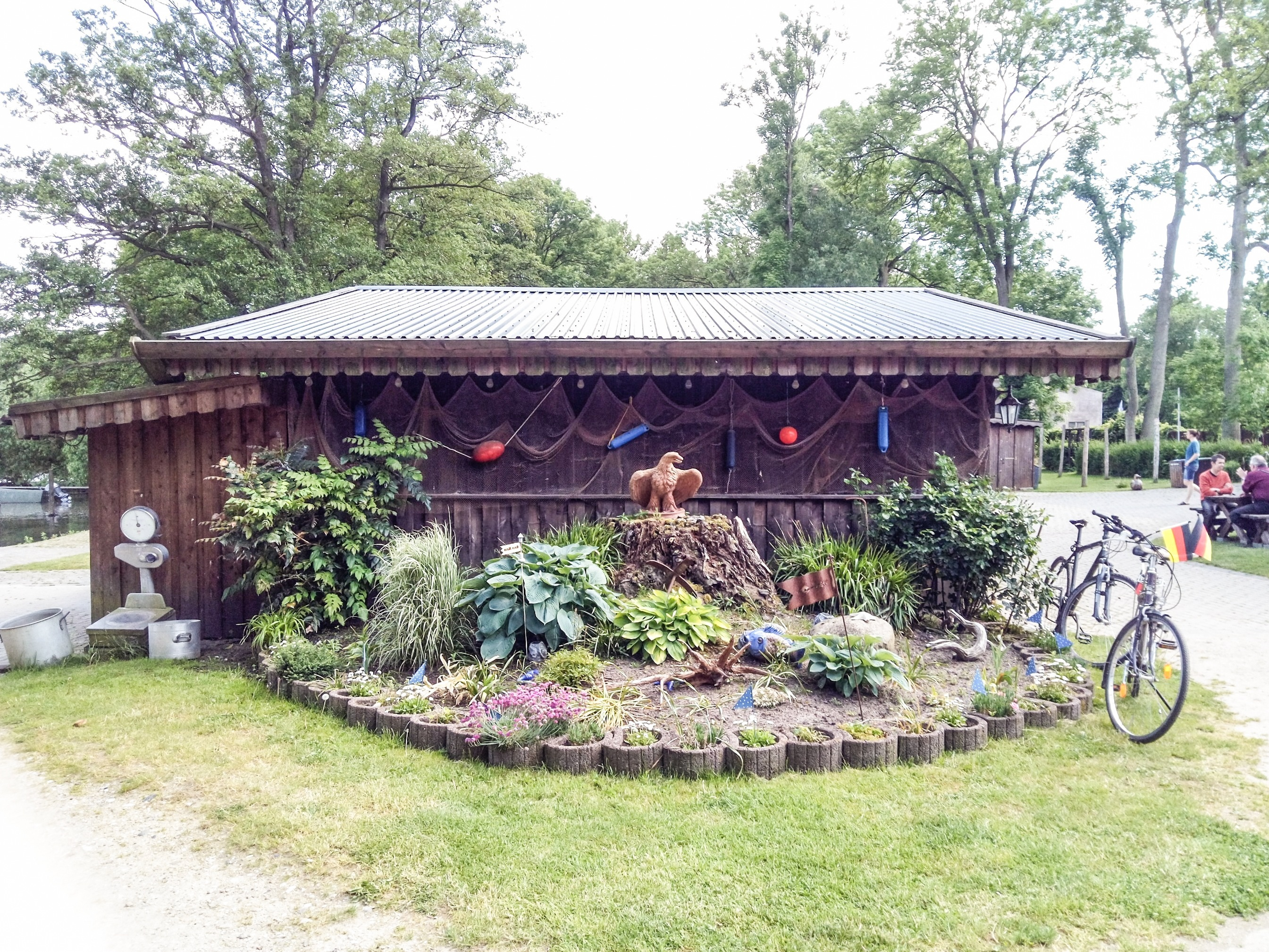
Hof
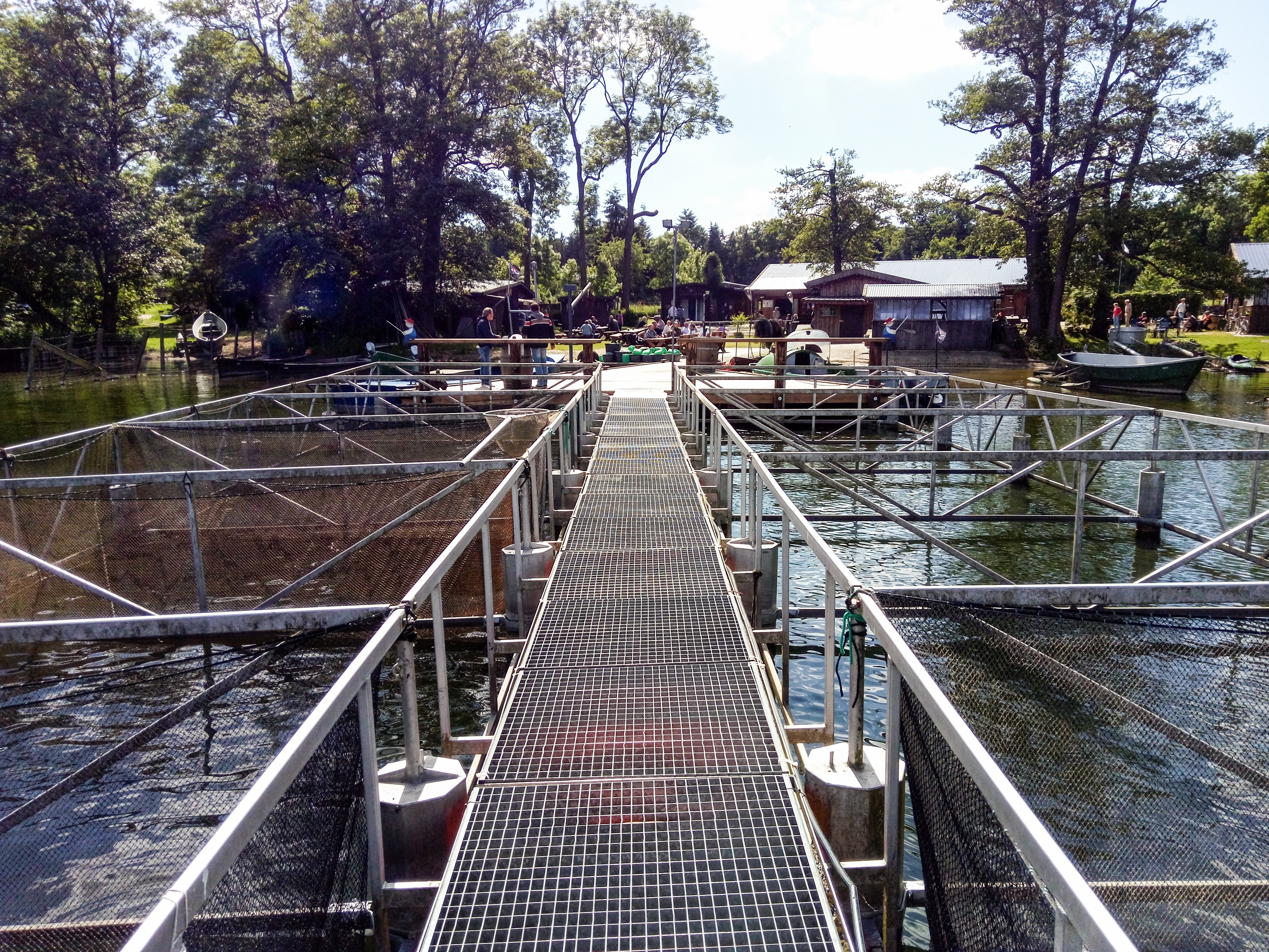
Fischaufzuchtstation
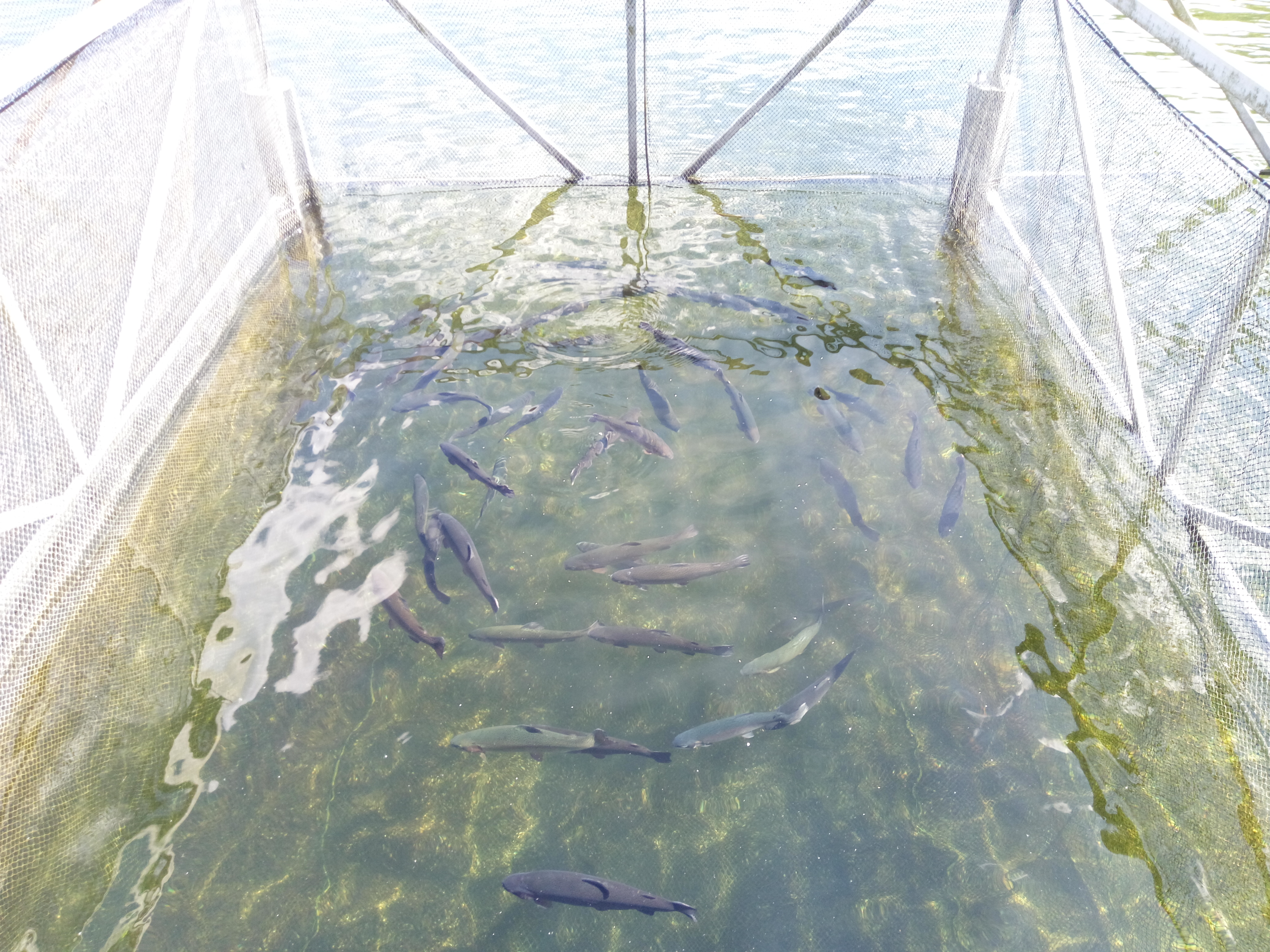
Fischaufzuchtbecken